# Klätteraktinidia
Klätteraktinidia (Actinidia polygama) är en växtart i familjen aktinidiaväxter med naturlig utbredning i nordöstra Asien, till centrala Kina och Japan. Odlas ibland som trädgårdsväxt i Sverige.
Klätteraktinidia är en klättrande buske med rankor som kan bli 5 meter långa eller mer. Märgen är vit och genomväxt. Bladen är gröna med vita och gula partier mot spetsarna. Blommorna sitter vanligen ensamma och är vita, väldoftande. Frukten är ett runt, gult bär som kan bli 2,5 cm i diameter, kalt och utan körtlar och har en bitter smak.
Två varieteter erkänns ibland:
- var. polygama - har sparsamt med hår på bladens nerver. Ståndarna är gula.
- var. lecomtei - har kala blad. Ståndarna är bruna.

Arten liknar kameleontbusken (A. kolomikta), men denna har brun märg som är indelad i fack.

## Synonymer
var. lecomtei (Nakai) H.L.Li
Actinidia lecomtei Nakai
var. polygama
Actinidia inflammans Nakai
Actinidia melanandra Finet & Gagnepain nom. illeg.
Actinidia polygama var. latifolia Miq.
Actinidia polygama var. puberula C.Y. Chang
Actinidia repanda Honda
Actinidia volubilis (Siebold & Zuccarini) Franchet & Savatier
Trochostigma polygamum Siebold & Zuccarini
Trochostigma volubile Siebold & Zuccarini